# Новопокровка (Тамбовская область)
Новопокро́вка — посёлок городского типа в Мордовском районе Тамбовской области России. Административный центр Новопокровского поссовета. Население — 1560 человек (2021).

## География
Расположен в юго-западной части области в 8 км к северо-востоку от административного центра района Мордово, на берегах реки Битюг.
Граничит с населенными пунктами:
- Мельгуны
- Черняевка
- Мордово
- Рыбий Яр (урочище)
- Песчанка
- Ахматово
- Михайловка

## История
История Новопокровки началась в 1908 году, когда граф А. А. Орлов-Давыдов, которому принадлежало соседнее село Ново-Покровское (Мельгуново тож.), решил заложить в нём сахарный завод.
Были построены квартиры для рабочих.
Статус самостоятельного поселения Новопокровка получила в 1926 году, когда село Ново-покровское было разделено на село Мельгуны и деревню Новопокровка (та часть, что была построена графом Орловым-Давыдовым). Но вскоре Новопокровку вновь присоединили к селу Мельгуны. А позже вновь выделили в самостоятельное поселение, которому в 1973 году был присвоен статус рабочего посёлка.
Основные даты из истории поселка:
- 1850-е гг. — строительство графом Волконским на реке Битюг кирпичного завода для нужды села Ново-Покровское (Мельгуново), в котором работали крестьяне того же села.
- 1908 год — строительство сахарного завода и поселения рядом с ним
- 1911 год строительство графом Орловым-Давыдовым больницы и школы в поселке
- 1918 год — создание партийной ячейки на заводе
- 1918—1921 гг. — Новопокровка — местный центр по распространению советской власти
- 1919 год — создание вооруженных отрядов из рабочих завода с целью подавления восстаний крестьян местных деревень и бандформирований.
- 1921 год — В поселок вошли антоновцы, удалось отразить угрозу.
- 1922 год — прекращает работу сахарный завод.
- 1925 год — реконструкция завода. Он вновь работает.
- 1931 год — создание на базе бывшего Новопокровского имения Орлова-Давыдова совхоза «Реконструктор» с тремя отделениями в селах Ахматово, Мельгуны и Песчанка.
- 1932 год — объединение совхоза «Реконструктор» и сахарного завода в Новопокровский сахарный комбинат, который в 1935 году посещает А. И. Микоян.
- 1933 год — строительство Новопокровского маслосырзавода
- 1941 — больница переоборудована под госпиталь в связи с началом Великой Отечественной войны.
- 1942 год — эвакуация завода в город Янчигюль (Средняя Азия) в связи с приближением фронта. В корпусе завода была размещена зенитная батарея.
- 1947 год — возвращение завода[2]
- 1960 год — Совхоз отделяется от комбината. К нему присоединяется колхоз «Победа» (с. Михайловка). Он получает наименование совхоз «Новопокровский» и имеет 4 отделения в разных селах. Специализируется на выращивании свёклы и свеклосемян.
- Нач. 1960-х гг. — Часть земель совхоза «Новопокровский» выделяется под создание откормсовхоза «Новопокровский», впоследствии совхоза «Мордовский», который специализируется на откорме бычков. Все производственные помещения нового совхоза были размещены в р.п. Новопокровка.
- 1971 год — коренная реконструкция сахарного завода. Полученная прибыль была направлена в социальную сферу. По основным улицам провели дорогу с асфальтовым покрытием, Обновлен старый парк. Построены три памятника: памятник В. И. Ленину, памятник защитникам советской власти 1921 года, которые погибли в Новопокровке при её защите от антоновцев, памятник павшим в годы Великой Отечественной войны.
- 1950—1970-е гг. — Электрификация, гидрофикация поселка
- 1973 г. — Наличие двух богатых совхозов, градообразующего предприятия — сахарного завода, а также более мелких маслосырзавода и кирпичного позволяет дать деревне Новопокровка статус рабочего поселка. К нему присоединяется село Мельгуны.

- 1974 год — совхоз «Новопокровский» обновляет производственный комплекс в Калининском отделении (бывшее село Мельгуны), начинается строительство новых квартир в отделениях Ленинское и Калининское.
- 1980 год — строится новый производственный комплекс в совхозе «Мордовский», суммарная мощность около 6000 голов. Ведется строительство новых квартир, поселок получил в народе наименование Откормочный.
- Вторая половина 1980-х гг. — в поселке Откормочный строят квартиры, куда переселяют последних жителей села Рыбий Яр Новопокровского поссовета
- 1970—1990 гг. — Ведется обновления жилого фонда сахарным заводом
- 1980—1990-е гг. В связи с перестройкой производственные мощности падают.
- 1993 год — закрытие Новопокровского сахарного завода, начало падения уровня жизни в поселке.
- 2001, 2003 годы — банкротами признаются совхоз «Мордовский» и совхоз «Новопокровский»
- 1994 год — село Мельгуны получает независимый статус села и отделяется от рабочего посёлка.

- 2005—2014 гг. — ведется коренная реконструкция на маслосырзаводе, предприятие получает второе дыхание.
- 2003—2008 гг. — газификация Новопокровки, Ремонт большинства дорог с асфальтовым покрытием, начало реконструкции школы, которая по её окончании стала одной из самых современных в районе.
- 2008—2013 гг. — строительство нового современного детского сада «Росток», строительство нового жилого комплекса (улица Орлова-Давыдова).
- 2009 год — начало строительства на юге Новопокровского поссовета Мордовского сахарного завода, по проекту самого крупного в Европе.
- 2017 год — оборудование волейбольной площадки и пляжа «Нептун» на берегу реки Битюг; Благоустройство придворовых территорий по улице Ленинская д 21-22, строительство детской площадки и сквера по ул. Железнодорожная д 2.[3]
- 2018 год, июнь — обновление дорожного полотна от Детского сада «Росток» — до ул. Железнодорожная, и от ул. Железнодорожная — до ул. Школьная[4]

## Население
| 1979  | 1989  | 2002  | 2009  | 2010  | 2012  |
| ----- | ----- | ----- | ----- | ----- | ----- |
| 4776  | ↘3680 | ↘2232 | ↘2002 | ↗2047 | ↘1993 |
| 2013  | 2014  | 2015  | 2016  | 2017  | 2018  |
| ↘1973 | ↘1921 | ↘1906 | ↘1800 | ↘1751 | ↘1705 |
| 2019  | 2020  | 2021  |       |       |       |
| ↘1643 | ↘1598 | ↘1560 |       |       |       |

## Инфраструктура

### «Новопокровский» маслосырзавод, АО
Завод основан в 1933 году, является самым крупным перерабатывающим предприятием района, где трудится более 120 человек.
В 2005 году предприятие могло прекратить свое существование из-за отсутствия должного финансирования. Предприятие постепенно вышло на новый уровень, имея широкую ассортиментную линейку и новые каналы сбыта, провело замену оборудования, запустило новые цеха глубокой переработки сырья, а также провело реконструкцию основных производственных цехов.
Здесь выпускаются сыры двух линеек: классические сыры и авторские. Классические ординарные сыры: «Российский»; «Звенигородский»; «Муромский», «Римский», «Сливочный», «Сметанный» и «Тильзитер сливочный».
В планах предприятия увеличение ассортимента выпускаемой продукции, а также новые форматы фасовки и упаковки.

### Новопокровский сахарный завод
В конце XIX — начале XX века Ново-Покровская экономия семьи Орловых-Давыдовых в Тамбовской губернии превратилась в одно из самых развитых помещичьих хозяйств Центрального Черноземья. Имение характеризовалось интенсивными севооборотами, совершенной агротехникой, предельным для своего места и времени уровнем производства. Прогресс в местном хозяйствовании начался в 80-х годах XIX века и связан в первую очередь с переходом имения в собственность дворянского рода Орловых-Давыдовых (1886). Покупка не сопровождалась, как это нередко бывало, фактическим разграблением имения, экстенсивной эксплуатацией местного производства. Напротив, в имении была проведена широкомасштабная техническая модернизация, созданы все необходимые условия для прогрессивного развития производств. Владельцы имения были лично заинтересованы в максимальном извлечении прибыли от своего владения, поэтому делали все для устойчивого развития Ново-Покровского хозяйства. Имение никогда не подвергалось семейным разделам, всегда представляло собой единый хозяйственный комплекс с единым управлением.
В 1908 году по инициативе графа А. А. Орлова-Давыдова на территории принадлежавшего ему Ново-Покровского имения развернулось строительство нового предприятия. Появление завода стало закономерным итогом успешной сельскохозяйственной деятельности в имении, позволившей его администрации перейти от простого производства агарной продукции к её промышленной переработке на месте.
Владелец нового предприятия граф Алексей Анатольевич по своему происхождению и положению принадлежал к высшим слоям русской дворянской аристократии, имел значительное состояние. Он жил в Санкт-Петербурге, своим имением и заводом управлял посредством штата специально нанятой администрации.
Место для строительства будущего завода выбрали в полутора верстах от Ново-Покровки, на склоне большого холма у левого берега реки Битюг. В общей сложности по заводскую территорию отвели 97 десятин земельной площади, отгородив её забором от остальной части имения.
Согласно проекту строительство нового предприятия состояло из двух корпусов, которые в документах вотчины именуются песочным и рафинадным отделениями. Песочное отделение имело три этажа, корпус рафинадного насчитывал четыре. Все строения были выполнены из кирпича, а пол, перекрытия, лестницы и двери из железа. На заводе имелось паровое отопление и канализация, цеха были полностью электрифицированы.
Одновременно с постройкой заводских корпусов началось возведение и сопутствующих сооружений квартиры управляющего, здания администрации, необходимых хозяйственных построек. В полукилометре от предприятия быстро возник и отдельный городок для постоянных и сезонных рабочих завода. Общая стоимость сооружения завода со всей сопутствующей ему хозяйственной инфраструктурой оценивалась в общей сложности в 1,3 млн рублей.
На заводе использовалось самое современное по тем временам оборудование. Ни одна работа на предприятии не производилась вручную. Сложная система технических приспособлений, семь паровых котлов, приводящих в движение многочисленные транспортеры и конвейеры, полностью автоматизировали труд рабочих в его цехах. Специально для нужд завода в имении началось строительство железнодорожных линий широкой и узкой колеи. Первая из них обеспечивала связь предприятия с Юго-Восточной железной дорогой, вторая — соединяла воедино отдельные участки Ново-Покровского, облегчая доставку свекловицы в цеха. Непосредственно на территории самого предприятия была сооружена подвесная железная дорога. Все это укрупняло производственный масштаб завода, служило его бесперебойной работе.
Вначале завод работал на местном сырье, которое выращивалось в имении, затем стал приобретать сахарный песок у других сахарных производителей и рафинировать его. К 1913 году на заводе работало 1044 человека, в 1916 году численность рабочих увеличилась до 1144 .
Реализация продукции ново-покровского сахара проходила как на российском, так и на зарубежных рынках. В 1913 году всю продукцию завода на два года вперед закупило Киевское отделение Русского для внешней торговли банка. Завод являлся членом Всероссийского общества сахарозаводчиков.

## Достопримечательности
В рабочем поселке Новопокровка имеется 3 памятника:
- Памятник Владимиру Ильичу Ленину[21]
- Памятник воинам, погибшим в годы Великой Отечественной войны[22]
- Памятник павшим в борьбе за становление советской власти[23]

## Транспорт
В 10 км к югу железнодорожная станция Оборона на линии Грязи — Поворино.